# Ophthalmolycus campbellensis
Ophthalmolycus campbellensis es una especie de pez de la familia Zoarcidae en el orden de los perciformes.

## Morfología
Los machos pueden llegar a alcanzar los 15,7 cm de longitud total.

## Hábitat
Es un pez de mar y de aguas profundas que vive entre 230-286 m de profundidad.

## Distribución geográfica
Se encuentran en Nueva Zelanda.

## Observaciones
Es inofensivo para los humanos. 